# Crassignatha bispina
Espèce
Synonymes
- Patu bispina Lin, Pham & Li, 2009

Crassignatha bispina est une espèce d'araignées aranéomorphes de la famille des Symphytognathidae.

## Distribution
Cette espèce est endémique de la province de Ninh Bình au Viêt Nam,. Elle se rencontre dans la grotte Mat dans le parc national de Cuc Phuong.

## Description
Le mâle holotype mesure 0,67 mm et la femelle paratype 0,75 mm.

## Systématique et taxinomie
Cette espèce a été décrite sous le protonyme Patu bispina par Lin, Pham et Li en 2009. Elle est placée dans le genre Crassignatha par Li, Li et Lin en 2021.

## Publication originale
- Lin, Pham & Li, 2009 : « Six new spiders from caves of northern Vietnam (Araneae: Tetrablemmidae: Ochyroceratidae: Telemidae: Symphytognathidae). » Raffles Bulletin of Zoology, vol. 57, no 2, p. 323-342 (texte intégral).